# Гордън Кей
Гордън Фицджералд Кей (на английски: Gordon Fitzgerald Kaye) е британски комедиен актьор,
познат на зрителите от цял свят като Рене Артоа от популярната комедийна поредица на Би Би Си „Ало, ало!“.

## Биография

### Произход и образование
Гордън Кей е роден на 7 април 1941 г. в Хъдърсфийлд, Англия, в семейство на работник от ниска класа. Майка му го ражда на 42-годишна възраст и поради годините той е единственото дете в семейството. Преди да се запише в „Джеймс Грамър“ играе ръгби в отбора на Молдгрийн ARLFC.
След училище работи на три места; в Хъдърсфийлдското радио (взема интервю на групата Бийтълс през 1965 г.), в текстилната фабрика (по-късно в тази на Джон Едуард Кроутър) и във винената фабрика. Работил е и във фабриката за трактори в Западен Йоркшър.

### Актьорска кариера

#### Ранни години
Първата му роля е в популярния сериал от 1969 година „Коронейшън стрийт“.

#### „Ало, ало!“
През 1982 г. Дейвид Крофт го кани да изиграе ролята на Рене Артоа в популярната комедийна поредица „Ало, ало!“. Кей приема и се появява във всичките 84-епизода (1982 – 92) на сериала и има над 1200 сцени представления.
През 2007 година се е включва в турнето на „Ало, ало!“, но след това решава, че е време за активна почивка и отказва публични изяви.

### След актьорски години
Кей е пенсионер и се старае да води спокоен начин на живот.

## Личен живот
През 1989 г. написва книга за хитовата си роля в „Ало, ало“, която озаглавява „Рене и аз: Нещо като автобиография“. В нея той предоставя на читателя записки от своите преживявания през младежките си години на срамежлив гей с наднормено тегло.
На 25 януари 1990 година скеле пада върху главата на актьора и го ранява тежко. 10 седмици Гордън Кей е в кома, от която излиза и се възстановява успешно. Макар да не може да си спомни подробностите по случката, той до края на живота си има белег на челото, който му напомня за нея.
На 23 януари 2017 г. на 75 години Кей умира в дом за възрастни хора.